# Vosketap'
Vosketap' är en ort i Armenien.   Den ligger i provinsen Ararat, i den centrala delen av landet, 40 kilometer söder om huvudstaden Jerevan. Vosketap' ligger 841 meter över havet och antalet invånare är 4 080.
Terrängen runt Vosketap' är platt åt sydväst, men åt nordost är den kuperad. Runt Vosketap' är det ganska tätbefolkat, med 155 invånare per kvadratkilometer.. Närmaste större samhälle är Ararat, 7,3 kilometer sydost om Vosketap'.
Trakten runt Vosketap' består till största delen av jordbruksmark.